# Jenny Synnøve Hagemoen
Jenny Synnøve Hagemoen (* 23. Februar 1993) ist eine ehemalige norwegische Skispringerin.

## Werdegang
Hagemoen gab ihr internationales Debüt am 18. Dezember 2009 bei einem Continental Cup in Notodden, wo sie den 42. Platz erreichte. Nach weiteren Springen in dieser Wettkampfklasse startete sie bei der Junioren-WM 2011 in Otepää und belegte Rang 27. Im Dezember 2011 debütierte sie im Weltcup, allerdings konnte sie bis jetzt keine Punkte sammeln. Bei der Junioren-WM 2012 in Erzurum wiederholte sie im Einzel ihr Vorjahresergebnis und belegte mit der Mannschaft Rang 6. Im folgenden Jahr erreichte sie im Einzel Platz 28 und verpasste mit dem Team das Podium knapp.
Bei den norwegischen Juniorenmeisterschaften 2012 in Oslo gewann sie Gold. In Voss, wo die Norwegischen Meisterschaften ausgetragen wurden, sicherte sie sich Bronze.
Ihre Brüder Bjørn Einar Hagemoen und Leif Marius Hagemoen waren ebenfalls Skispringer. Mit Letzterem hält sie gemeinsam den Schanzenrekord am Smebybakken in Dokka.

## Continental-Cup-Platzierungen
| Saison  | Platz | Punkte |
| ------- | ----- | ------ |
| 2010/11 | 72.   | 010    |
| 2013/14 | 12.   | 140    |